# Microterys cedrenus
Microterys cedrenus är en stekelart som först beskrevs av Walker 1838.  Microterys cedrenus ingår i släktet Microterys och familjen sköldlussteklar. Inga underarter finns listade i Catalogue of Life.